# Thomisus onustus
Thomisus onustus és una aranya cranc que pertany al gènere Thomisus. Aquestes aranyes es troben a Europa, el nord d'Àfrica i parts de l'Orient Mitjà i Àsia. T. onustus resideix a les flors de la vegetació de les terres baixes. Les femelles es distingeixen per la seva mida més gran i la seva capacitat de canviar de color entre el blanc, el groc i el rosa com a mitjà per fer coincidir el color de la flor. Aquest mimetisme críptic l'empren tant per escapar del perill com per emboscar millor les seves preses. Els mascles són més petits, més esvelts i de coloració més nomòtona, generalment verd o marró. T. onustus també es distingeix d'altres parents pels seus diferents patrons de cicle de vida en els quals emergeixen les aranyes a finals d'estiu o principis de primavera. A més, T. onustus ha desenvolupat una relació mutualista amb plantes hostes on les aranyes s'alimenten i/o dissuadeixen insectes florívors alhora que es beneficien del subministrament de pol·len i nèctar de la planta, que poden utilitzar com a font d'aliment, especialment durant els períodes de poca abundància de preses.

## Descripció
T. onustus és una aranya de mida mitjana que presenta dimorfisme sexual, amb femelles entre 7 i 11mm de longitud i mascles més petits que oscil·len entre 2 i 4mm. Les femelles són de cos pesat i majoritàriament estacionàries, mentre que els mascles són prims i més mòbils. Les femelles tenen un prosoma rosa, groc o blanc i els mascles són de color marró a verd-groc. Els dos sexes tenen un opistosoma triangular. Aquesta espècie es pot distingir del seu parent proper Thomisus zyuzini per la seva llarga apòfisi tibial ventral i l'apòfisi tibial retrolateral, la disposició del tubercle basal de la tíbia al palp masculí i l'orifici intromitent circular, que està orientat anteriorment a l'epigi.

## Filogenia
Les aranyes T. onustus són membres del gènere Thomisus, considerat monofilètic, i que inclou unes 150 espècies descrites. És un gènere relativament homogeni del punt de vista morfològic, amb sinapomorfies que inclouen pèls d'escòpula circulars (quan es veuen com una secció transversal), bulbs que són iguals en longitud i amplada, bulbs copuladors en forma de disc, conductes espermàtics que segueixen un recorregut perifèric circular a través del bulb i un manca de conductors i apòfisis mitjanes. Tanmateix, alguns subagrupaments dins de Thomisus no estan ben fonamentats. La família Thomisidae engloba més de 2.000 espècies d'aranyes cranc, incloent els parents propers comuns de T. onustus, Misumena vatia i Thomisus spectabilis .

## Hàbitat i distribució
T. onustus resideix normalment en arbustos i dins de la vegetació de les terres baixes, preferint zones més càlides. Habiten en una gran varietat d'herbes i flors, on generalment roman als cims florits. T. onustus és una espècie única entre les aranyes cranc perquè prefereix situar-se en centres florals, que tenen propietats espectrals úniques, sobre els pètals. T. onustus es distribueix per Europa, Nord d'Àfrica, Turquia, Caucas, Rússia (d'Europa a Sibèria del Sud), Israel, Àsia Central, Iran, Xina, Corea i Japó, preferint zones càlides.

## Dieta

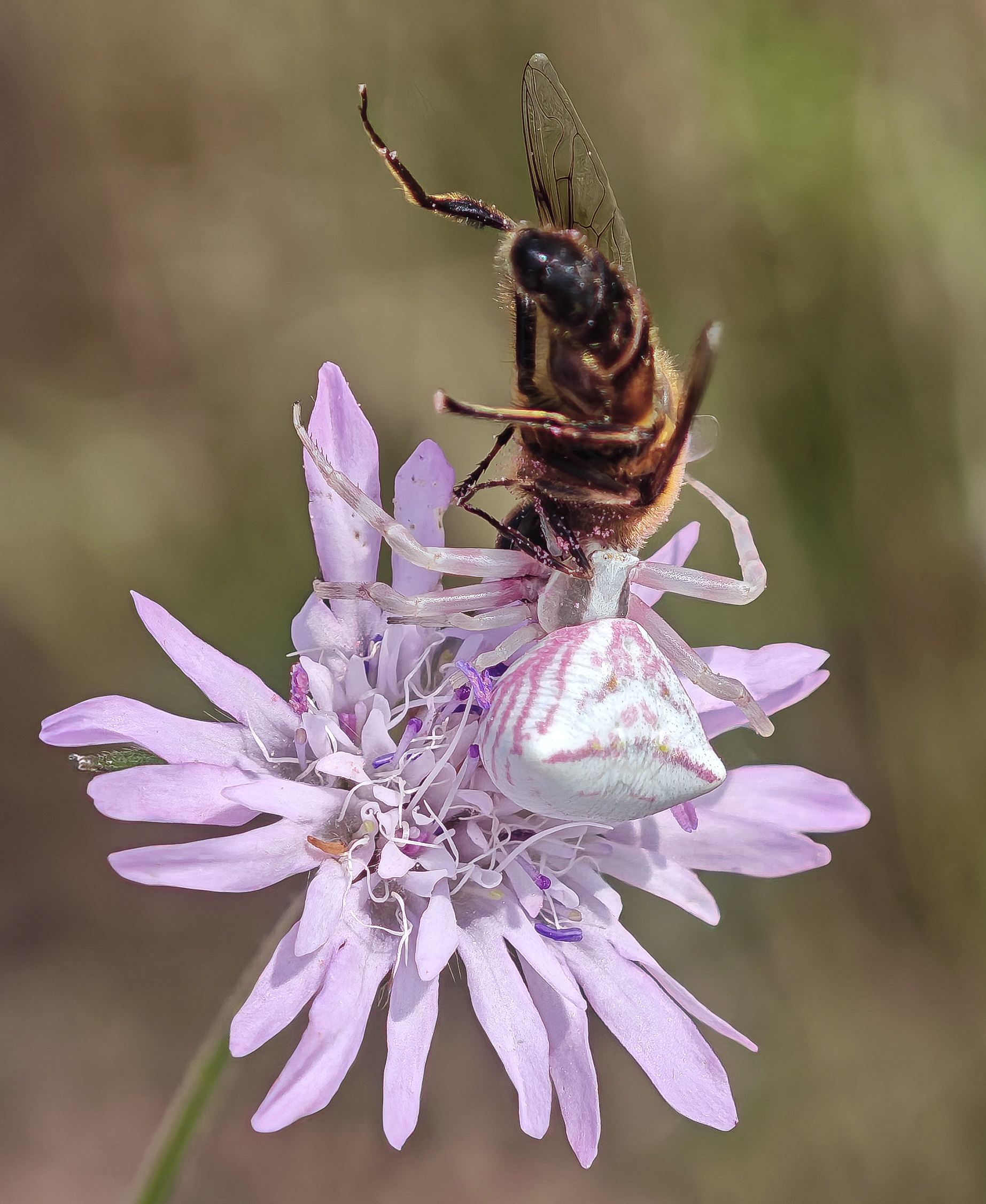
Camuflatge violaci

### Aranya
Tot i que la mida general és més petita, pel que fa a la relació entre la longitud de les preses i la dels depredadors, les aranyes juvenils capturen preses més grans que les femelles adultes. L'alimentació de pol·len és especialment important per a les aranyes joves, ja que els permet sobreviure més enllà del que permetrien les reserves de rovell. A causa de la manca d'aminoàcids, especialment tirosina, en els grans de pol·len, les aranyes juvenils que s'alimenten exclusivament de pol·len no poden mudar en comparació amb les que s'alimenten de preses d'insectes.

### Adult

#### Alimentació depredadora
T. onustus és un depredador d'emboscada. Es queda a les corol·les de les flors, tot esperant l'arribada de preses d'insectes com apoïdeus (Apoidea), papallones (Lepidoptera), sírfids (Syrphidae), dípters, bé com himenòpters i altres aranyes. T. onustus són aranyes cursals i no fan teranyina per a capturar les preses. En comptes d'això, utilitza les llargues potes anteriors per emboscar els insectes propers. Sovint depreda insectes molt més grans que ella mateixa, que oscil·len entre 1,25 i 16,00mm de longitud. Els mascles s'alimenten menys i tendeixen a depredar insectes més petits.
Mentre que algunes espècies d'aranya cranc australiana són capaces d'utilitzar els reflexes de llum ultraviolada per generar un senyal enganyós que atrau les preses a les espècies de flors hostes, les espècies europees, inclosa T. onustus, no tenen aquesta capacitat. Les abelles atretes per la reflectància ultraviolada de les espècies australianes, per exemple, rebutgen la presència de T. onustus.
Quan T. onustus actua com un depredador d'emboscada, influeix en la forma en què els pol·linitzadors, com ara les abelles i les mosques, gestionen l'equilibri entre la taxa de depredació i la ingesta de recursos. Les abelles de la mel, per exemple, opten per evitar els hàbitats pobres en recursos (néctar), així com aquells amb concentracions més altes d'aranyes cranc, preferint freqüentar zones més segures. Tanmateix, les abelles són més susceptibles a la depredació per les aranyes cranc i la competència és més intensa en aquestes zones. Els sírfids, en canvi, prefereixen àrees de recursos menys competitives però amb més risc. Tot i que els borinots, Bombus terrestris, eviten T. onustus, no aprenen de trobades anteriors amb depredadors d'aranyes per tal de millorar-ne la seva evitació.

#### Alimentació no depredadora
Durant els períodes d'escassetat d'aliments per insectes (és a dir, durant les condicions meteorològiques adverses), T. onustus és capaç d'utilitzar el pol·len i el nèctar com a fonts d'aliment alternatiu. Així, durant períodes prolongats de temps les aranyes cranc poden sobreviure adoptant aquesta estratègia de supervivència contra la fam. Les aranyes visitaran activament flors de múltiples espècies, com les asteràcies i asteròidies, per alimentar-se. Com que les espècies d'asteràcies presenten el pol·len de manera al·lotròpica (els grans de pol·len estan exposats a la superfície del capítol), les aranyes poden adquirir-los fàcilment. Com que els grans de pol·len no poden passar a través de les plaquetes cuticulars de les aranyes faringes a causa de la seva mida relativament gran (> 1 μm), el pol·len es consumeix mitjançant la digestió extraintestinal, amb els nutrients probablement extrets a través de les obertures dels grans de pol·len.
En una investigació exhaustiva, es va concloure que la mitjana de dies que aquesta aranya pot sobreviure sense menjar és de 21,4 dies. També es van trobar factors dietètics, com diferents tipus de pol·len i nèctar, que poden augmentar la taxa de supervivència d'aquestes aranyes en 1,5-2 vegades. En avaluar àmpliament les localitzacions exactes d'estada dels grups d'aranyes que s'alimentaven amb pol·len, es va descobrir que aquestes aranyes visiten activament flors per al pol·len. Per tant, aquesta tendència és una de les hipòtesis que poden explicar per què són capaces de sobreviure més temps sense menjar a la primavera.
T. onustus és capaç de subsistir del pol·len durant més de 40 dies en condicions de laboratori, cosa que indica a més la importància de l'alimentació del pol·len per mantenir les aranyes juvenils que poden no tenir suficients reserves de greix, especialment durant la temporada de primavera, així com aquelles amb un accés limitat a les seves preses.

## Reproducció i cicle vital
A l'estiu del segon any, cap al final de la seva vida, les aranyes femelles teixeixen entre dos i quatre capolls per a la posta d'ous. Les aranyes del primer sac d'ous sorgeixen a finals d'estiu. Això els dona accés a recursos de preses més abundants, cosa que els permet obtenir reserves energètiques suficients per hivernar a la vegetació fora del capoll durant els mesos d'hivern. Les aranyes dels sacs d'ous teixits més tard, d'altra banda, romanen als sacs d'ous durant l'hivern i emergeixen a principis de la primavera de l'any següent, quan les preses són molt més escasses, la qual cosa requereix l'ús de l'alimentació de pol·len per complementar les necessitats nutricionals i energètiques.
Amb dues generacions a l'any i la generació de primavera més gran que la d'estiu, les femelles de T. onustus d'ambdues generacions generalment es desenvolupen durant tot l'any, mentre que els mascles de la generació de primavera creixen més ràpidament, arribant a la maduresa amb les femelles de segona generació de l'any anterior. Els mascles d'estiu, en canvi, es desenvolupen durant un període més llarg, mudant diverses vegades, i arriben a la maduresa l'estiu de l'any següent amb les femelles de primera generació. Les taxes de desenvolupament dels dos sexes són molt variables, amb aranyes en diferents estadis de desenvolupament al llarg de l'any. En general, la taxa de desenvolupament, la durada dels estadis, el nombre de mudes i els temps de muda són molt variables dins de l'espècie.
T. onustus sol unir els sacs d'ou a les fulles. A diferència d'altres espècies cursals, les femelles no es tanquen dins del sac, sinó que continuen capturant preses durant la protecció dels ous.

### Mida de la cria
El nombre d'ous posats varia àmpliament per a T. onustus, que va des de menys de deu ous fins a més de 400 per capoll. Els capolls posats a principis de primavera contenen moltes més aranyes que les que es posen a finals d'estiu. A diferència de les etapes de desenvolupament més variables de T. onustus, el període del capoll, o el temps entre la posta dels ous i l'aparició de les aranyes, és generalment al voltant d'un mes, independentment de l'estació. Això es pot atribuir a l'aïllament que proporciona el capoll, fent que els ous siguin menys susceptibles als canvis estacionals i/o de temperatura.

### Muda
T. onustus normalment muda a intervals regulars fins al tercer i sisè estadis, sempre que obtinguin una nutrició adequada. Després de l'eclosió del capoll, les diferències de sexe de les aranyes encara no són visibles. A la segona muda, la inflor de les puntes del pedipalp distingeix els mascles. Els mascles solen arribar a la maduresa després d'entre tres i cinc mudes. A diferència dels mascles, les femelles muden molt més, arribant a la maduresa després de sis a nou mudes. Com a tal, els mascles solen madurar després de dos mesos i mig i les femelles després de més d'un any. A causa de la vida masculina més curta, l'aparellament entre germans és, per tant, impossible.

### Esperança de vida
L'esperança de vida màxima d'aquestes aranyes és de 600 dies per a les femelles, i les aranyes femelles tenen una esperança de vida més gran que els mascles (diversos mesos enfront de diverses setmanes).

## Enemics
La cripsi de l'aranya cranc és imperfecta, el que significa que no coincideix perfectament amb el color de la flor, cosa que les fa lleugerament detectables. T. onustus són depredades principalment per ocells insectívors, però es tracta d'una depredació minsa. Això es deu al fet que no paga la pena pels ocells especialitzar-se en la depredació d'aranyes cranc a causa de la seva distribució desigual i el seu mimetisme al medi. T. onustus tendeix a preferir flors amb colors que poden coincidir (normalment blancs o grocs), fins i tot quan podrien aconseguir un major èxit de caça en altres flors. Això es deu a l'augment del risc de depredació de residir a les flors que les faria més visibles. Tot i que hi ha relativament poques observacions d'espècies depredadores específiques de T. onustus, algunes vespes, especialment les vespes de les aranyes depreden aranyes cranc.

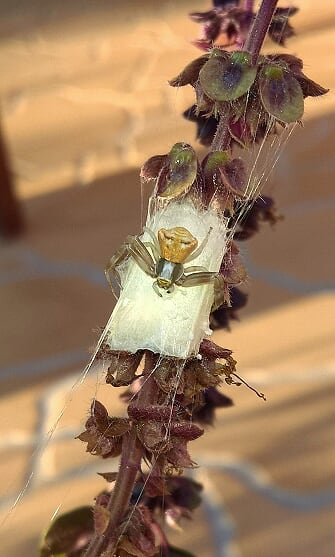
Femella guardant els seus ous (Kassiopi, Corfú, Grècia)

## Coloració i comportament protectors

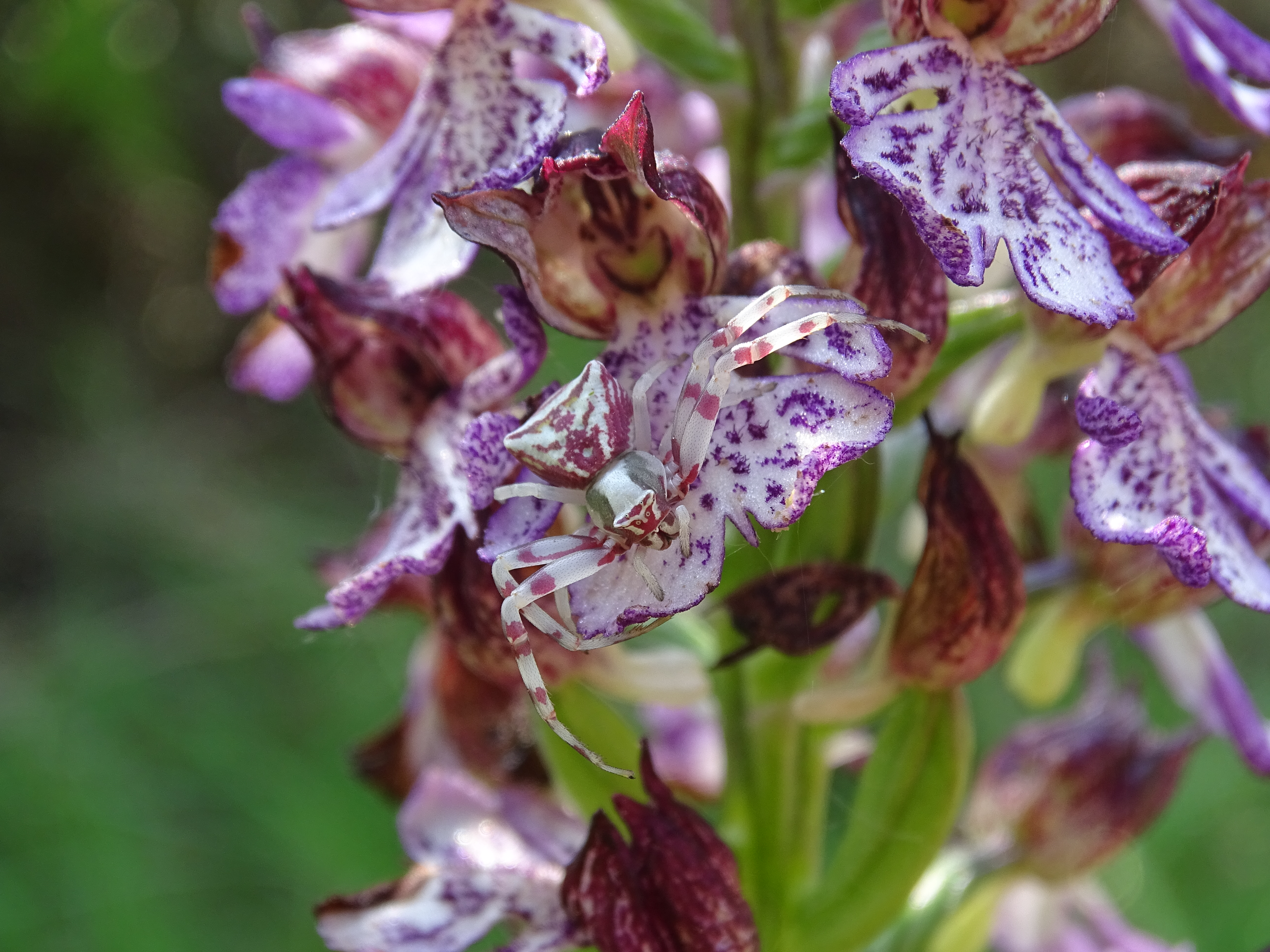
Thomisus onustus sobre Orchis purpurea

Les femelles de T. onustus són capaces de canviar el color de tot el seu cos com a mitjà per imitar el color de les flors on resideixen i capturar les seves preses. Els colors possibles inclouen el rosa, el groc brillant i el blanc, de vegades amb una franja medial brillant. Els canvis de color femenins solen trigar diversos dies per adaptar-se als fons de les flors. Els mascles solen ser de color groc verd a marró i no presenten canvis de color. El mimetisme agressiu femení tant serveix per camuflar-se dels depredadors com per enganyar les preses d'insectes, normalment pol·linitzadors de les flors on resideixen les aranyes. Les aranyes són capaces d'imitar el contrast cromàtic de diferents espècies de flors, cosa que els permet ser críptics en els sistemes de visió del color tant dels ocells depredadors com de les preses himenòpteres. Més concretament, són capaces d'imitar el color de la flor en quatre tipus de cons corresponents a UV-blau-verd-vermell per als ocells i tres tipus de con, UV-blau-verd, per als insectes. Quan pretenen detectar objectius més petits i/o veure a distàncies més grans, els ocells i les abelles utilitzen preferentment la visió acromàtica (lluminositat) sobre el contrast de color. Com a tal, el mimetisme de T. onustus també s'aplica a la visió acromàtica, ja que són capaces de modular tant el seu contrast acromàtic com el cromàtic.

## Mutualisme amb les plantes

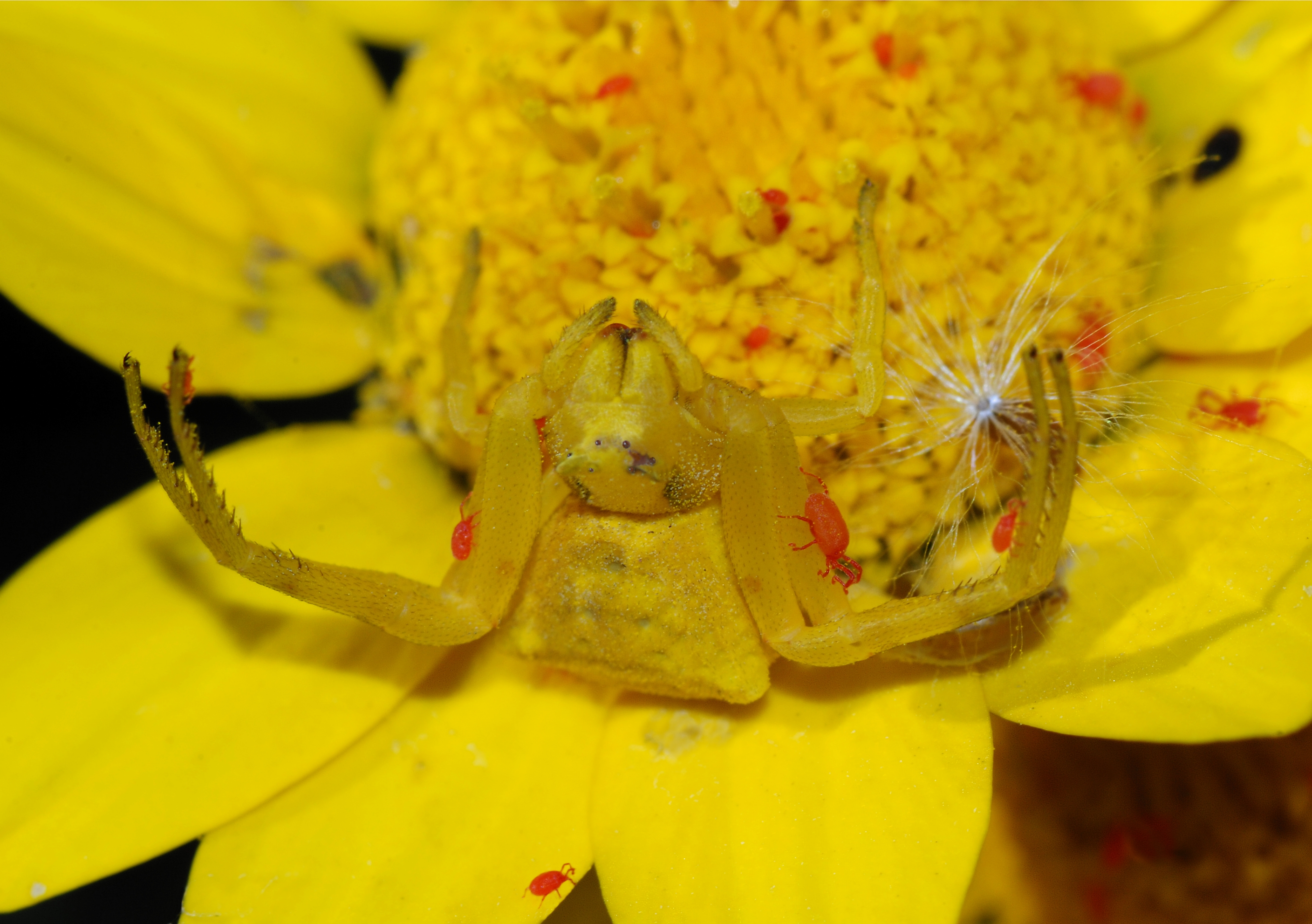
Femella Thomisus onustus compartint la seva flor amb àcars de vellut (cf. Eutrombidium rostratus).

T. onustus pot dissuadir certs pol·linitzadors, com les abelles, i ha tingut impactes clau en l'evolució dels trets florals. Després de l'atac dels florívors, les plantes s'adapten per alliberar emissions volàtils florals que atrauen T. onustus, la qual consumeix i/o dissuadeix els florívors. El compost β-ocimen, produït per les plantes tant en teixits florals com en les fulles, actua com un senyal atractiu tant per a T. onustus com per als pol·linitzadors. Això condueix a les preferències florals superposades tant per a les aranyes com per a les seves preses, proporcionant un fort mecanisme selectiu per a les tàctiques de captura de preses per emboscada. A més, el 71% de les famílies de plantes produeix β-ocimè, la qual cosa explica l'ampli ventall de flors en què podria romandre T. onustus . Tot i que T. onustus pot perjudicar l'aptitud de les plantes en absència de florívors, proporcionen un benefici general a les plantes amenaçades per florívors. Com a tal, les plantes atrauen T. onustus només quan hi ha florívors induint l'emissió de β-ocimen, fent que les flors infestades siguin més atractives per a les aranyes. Aquest mecanisme genera una forta pressió de selecció sobre les plantes per desenvolupar una relació mutualista amb T. onustus i suggereix un paper clau per a les aranyes en l'evolució dels trets florals.
Com que Thomisus onustus actua com a depredador d'emboscada a les flors, és probable que influeixin tant en l'èxit reproductiu de les espècies de flors, com també en el flux de pol·len dins de la comunitat immediata a causa de la seva dissuasió o consum de pol·linitzadors, com ara les mosques i les abelles. Tanmateix, l'èxit reproductiu de les plantes també dependrà del fenotip, no només de la planta en si, sinó també del de les espècies vegetals circumdants. Tot i que T. onustus resideix en una àmplia gamma d'espècies de flors, diverses espècies hostes inclouen Erigeron annuus, Bellis perennis, Glebionis segetum, Malva sylvestris i Chrysanthemum segetum.

## Fisiologia

### Coloració
La coloració groga es deu probablement a la presència de pigments visuals biològics (ommocroms) i/o els seus precursors, com la xantomatina i la 3-hidroxiquinurenina, dipositats a les capes hipodèrmiques, que es troben a sobre de cèl·lules especialitzades de guanòcits plenes de cristalls de guanina, que provoquen la dispersió de la llum. La llum incident es reflecteix en els guanòcits a través de capes hipodèrmiques que contenen pigments. La coloració blanca és probablement deguda a les altes concentracions de la quinurenina, precursora de l'ommocrom transparent, i al reflex dels cristalls de guanina. Aquestes explicacions donen compte dels canvis del blanc al groc percebuts pels humans mitjançant la deposició diferencial de pigments a la hipodermis, però no expliquen les variacions en la reflectància ultraviolada.

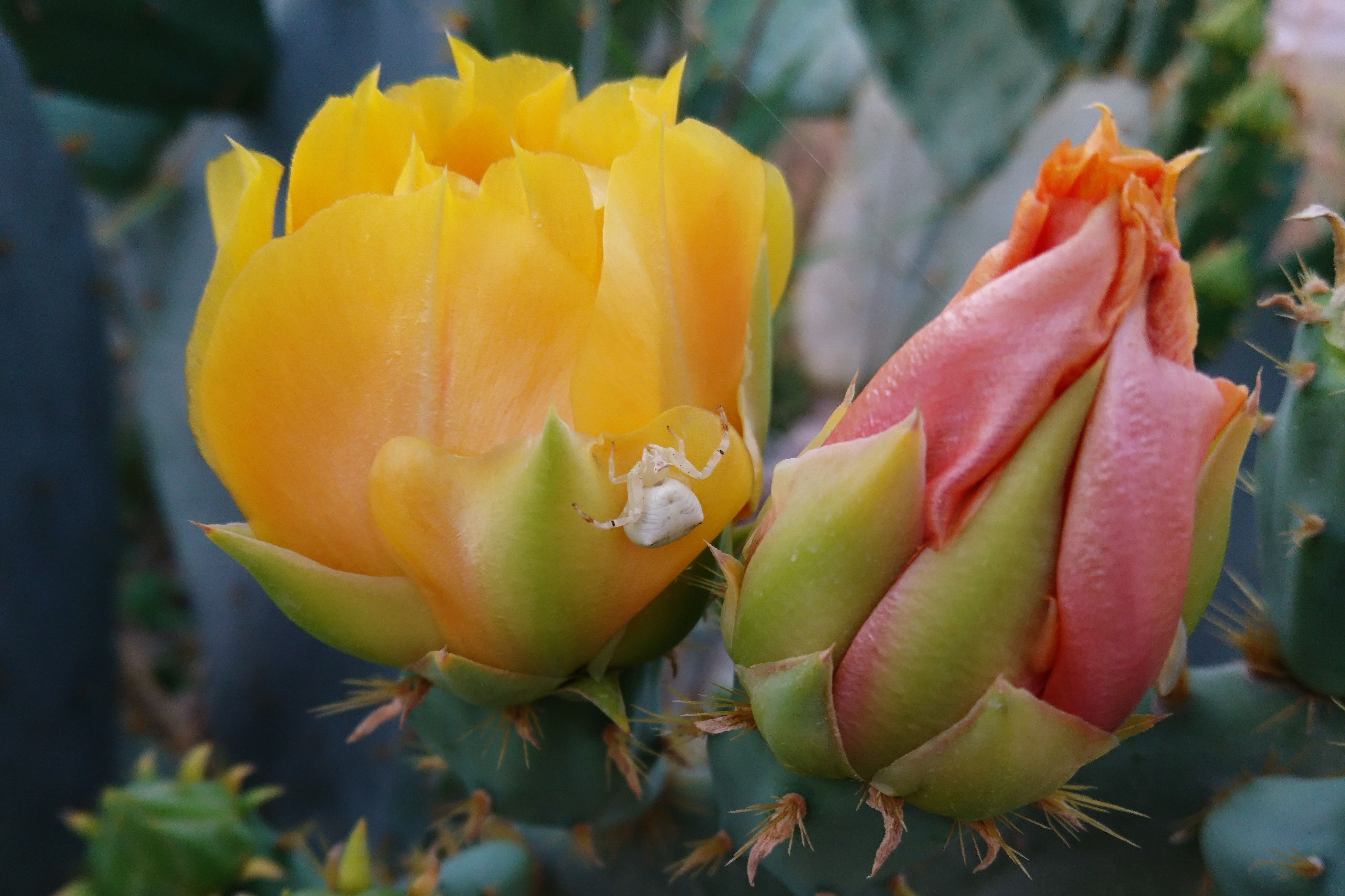
Thomisus Onustus a Behbahan, Iran

Les habilitats de canvi de color es deuen a les contribucions de les capes epitelials i cuticulars, amb cèl·lules epitelials que modulen els canvis "visibles per a humans". La cutícula de T. onustus no és transparent de manera equivalent a tot l'espectre de color, cosa que indica un paper en la variació del color. La cutícula limita la reflectància màxima que es pot produir a partir de la gamma ultaviolada (UV) i, com a tal, ofereix una barrera contra els possibles foto-danys UV. Els cristalls de guanina, presents a la hipodermis, reflecteixen fortament la llum UV i, com a únic element reflectant UV en els esquemes de color de l'aranya cranc, són el determinant clau de la coloració UV. Els cristalls de guanina s'exposen a través de la hipodermis i la cutícula que transmeten parcialment els UV. Tot i que la quinurenina és transparent per als humans, és probable que funcioni com a pigment filtrant UV. La reflectància UV pot haver evolucionat a través d'un canvi en la via metabòlica que va permetre l'exposició al cristall de guanina a través de la hipodermis i la cutícula que transmeten parcialment els UV. En conjunt, les interaccions entre la cutícula, els pigments i/o els cristalls de la hipodermis que existeixen en etapes oxidatives variables i els guanòcits es combinen per produir canvis en l'espectre de reflectància observat de les aranyes cranc.
Aquests mecanismes de canvi de color probablement van evolucionar a partir d'aranyes cranc ancestrals amb abdomen reflectant UV o, si van ser anteriors a pigments hipodèrmics absorbents d'UV, van evolucionar a través de l'exposició al cristall de guanina a través d'una hipodermis clara.
Sota l'exposició directa a la llum solar, el canvi de color en T. onustus està determinat pel factor extern del color de fons. Aquesta concordança de fons és habitual en molts animals capaços de patir canvis de color reversibles (alguns peixos, rèptils, amfibis, crustacis i cefalòpodes). Tanmateix, la coincidència de fons a T. onustus està menys present en condicions de llum no natural, cosa que suggereix que factors diferents del color de fons poden tenir un paper en el procés. A més, els canvis de color del blanc al groc es produeixen entre 1,43 i 2,14 vegades més ràpid que els canvis del groc al blanc. A més, la muda provoca una taxa de canvi més lenta del groc al blanc, cosa que indica un vincle potencial entre el canvi de color i el desenvolupament. Aquests canvis probablement estan mediats per l'hormona 20-hidroxiecdisona. Es creu que el sistema endocrí media la transducció de senyals ambientals a la resposta fisiològica del canvi de color.

## Galeria

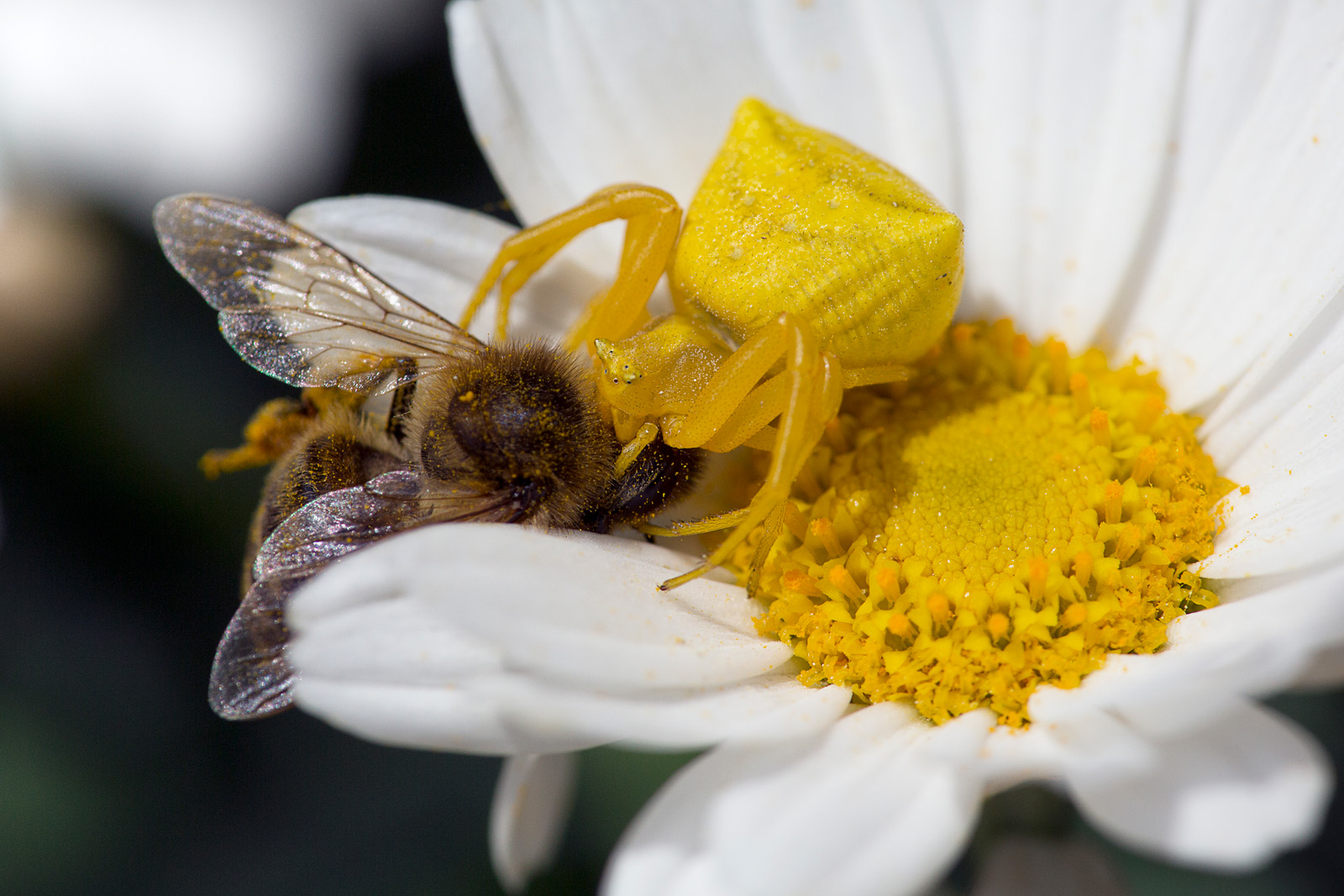
Thomisus onustus alimentant-se d'una abella uns minuts després de la captura
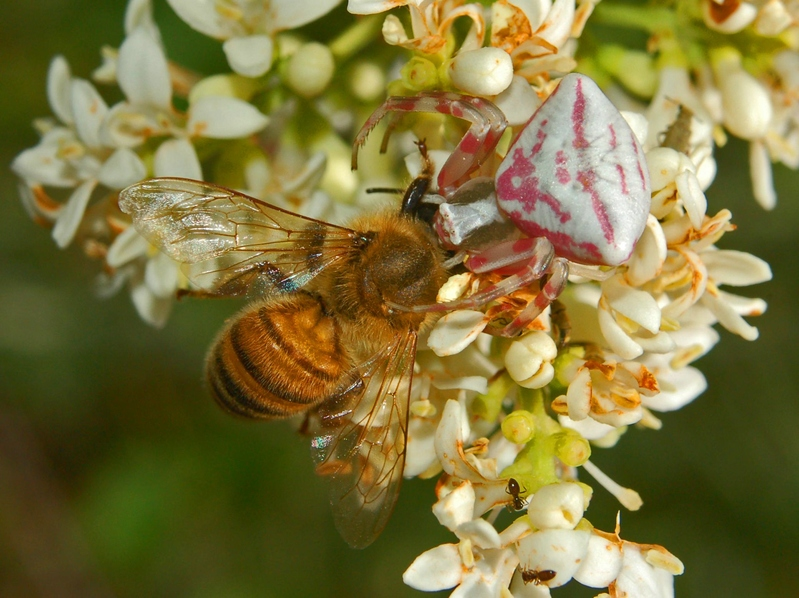
Thomisus onustus caçant Apis mellifera
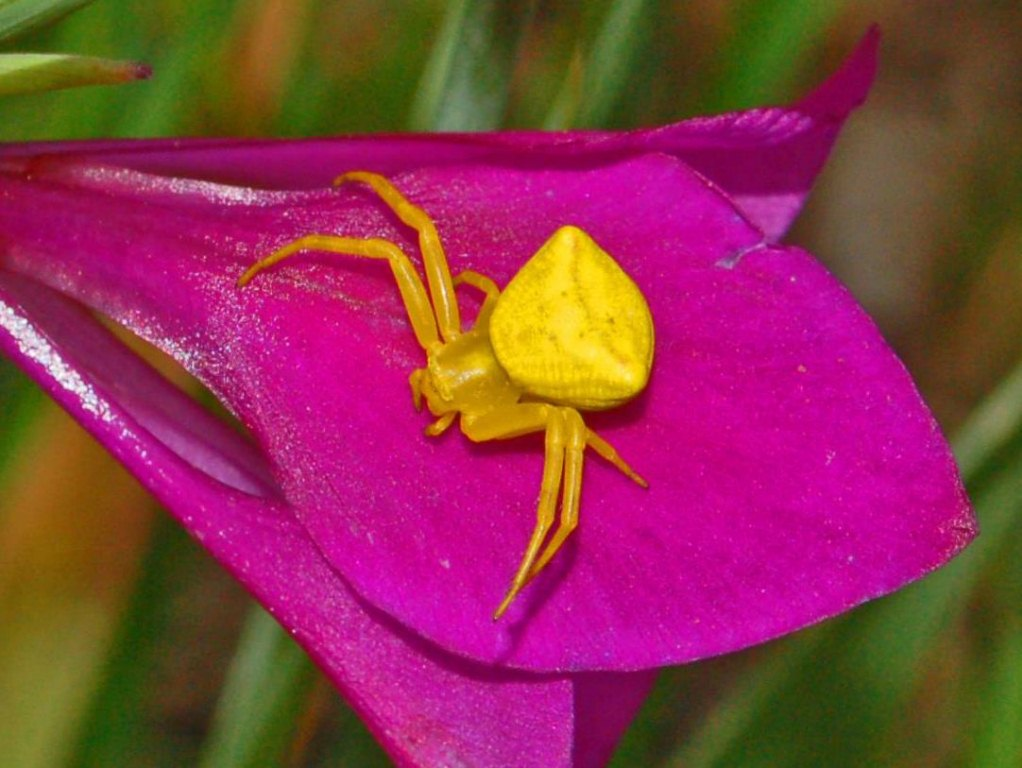
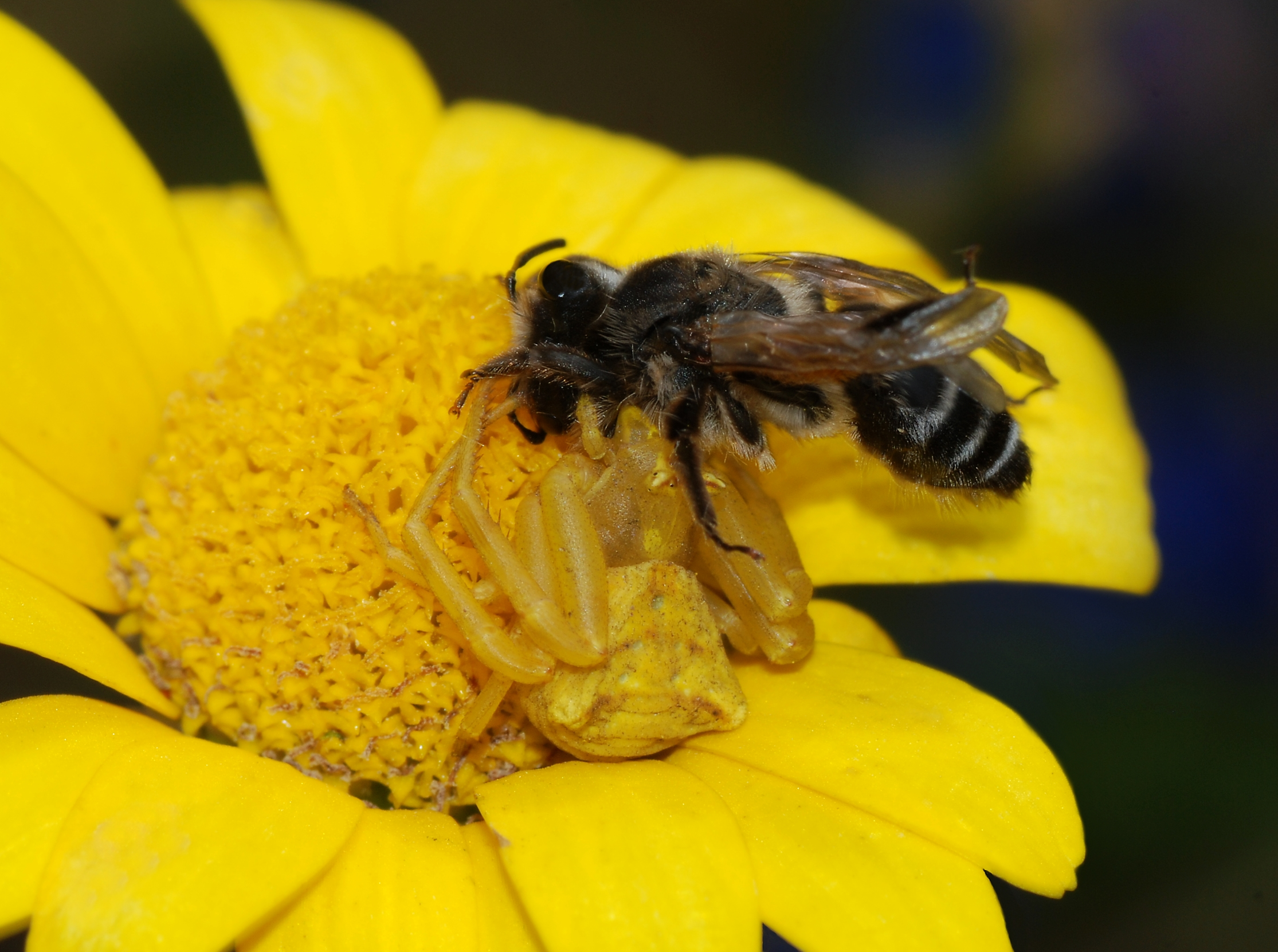
Thomisus onustus capturant una abella
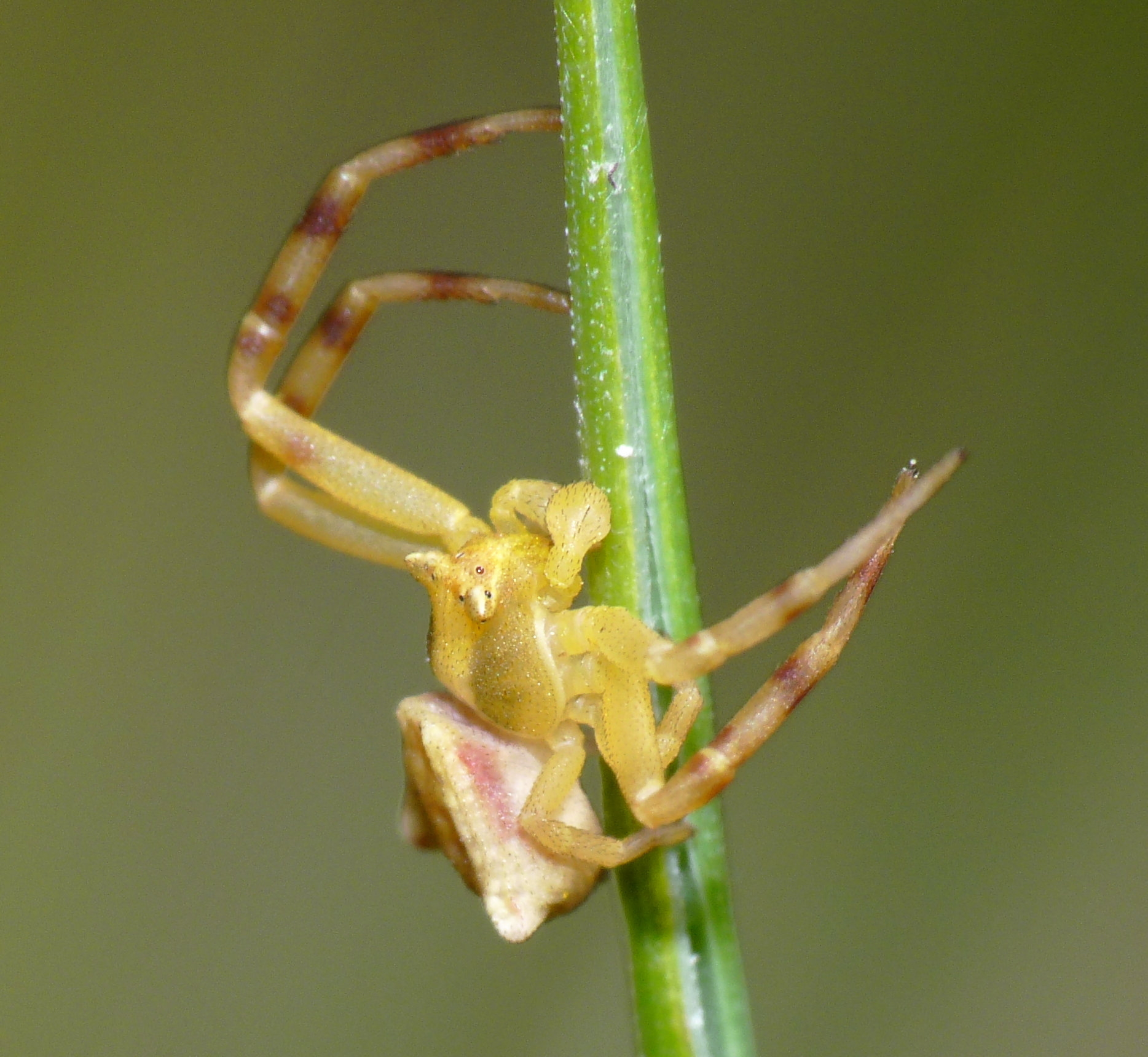
Mascle de Thomisus onustus
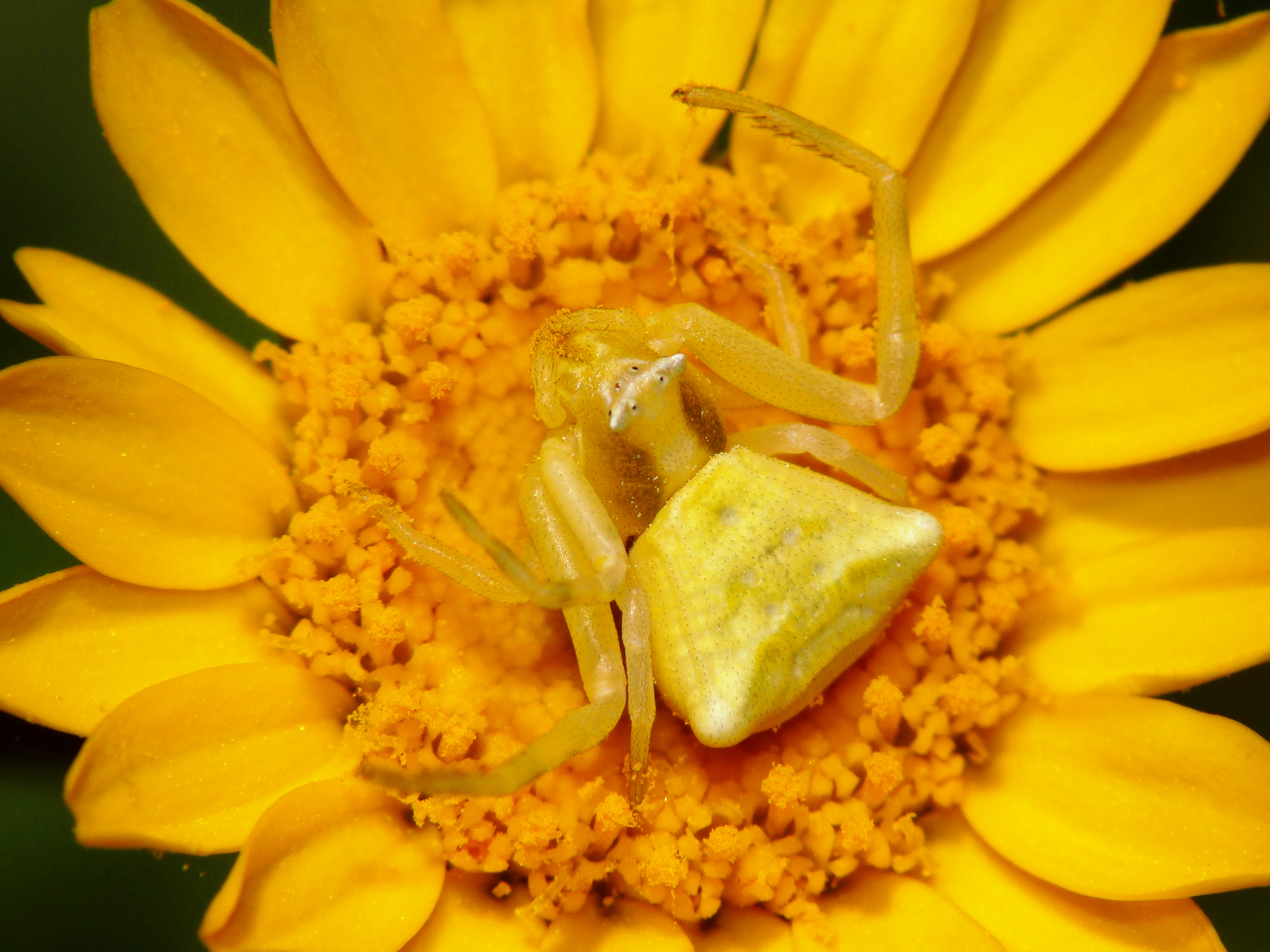
Femella de Thomisus onustus
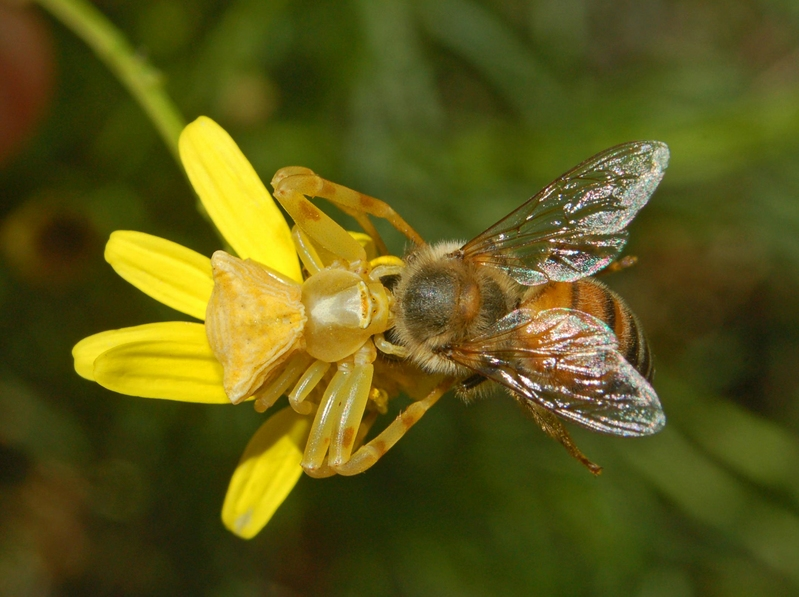
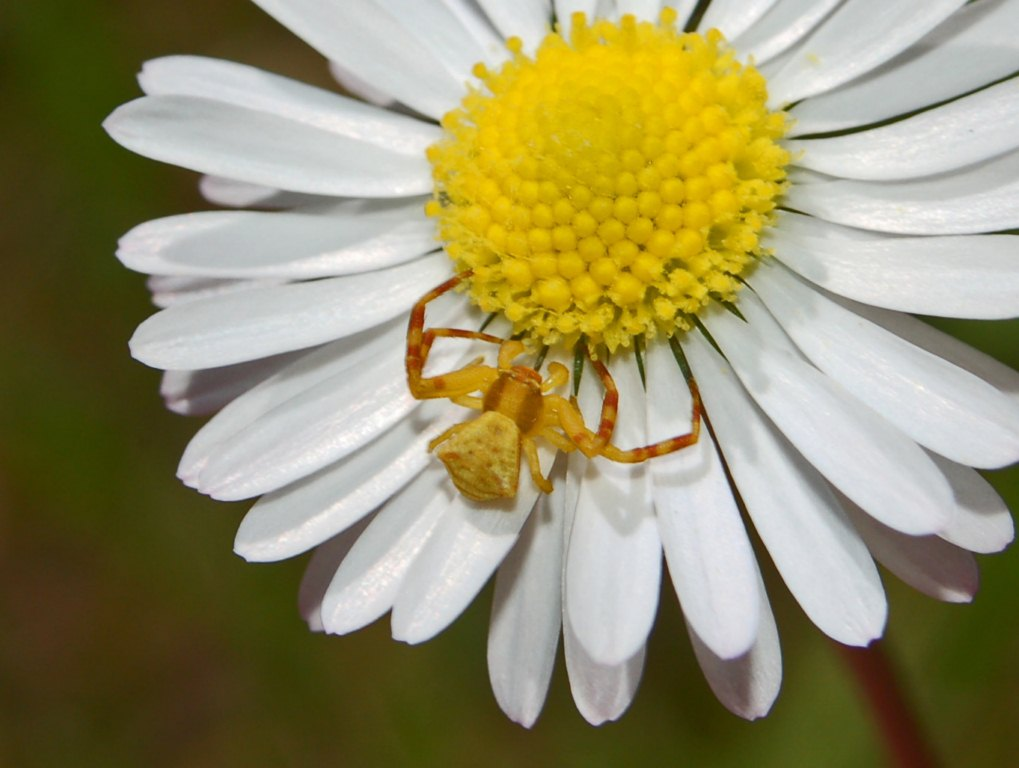
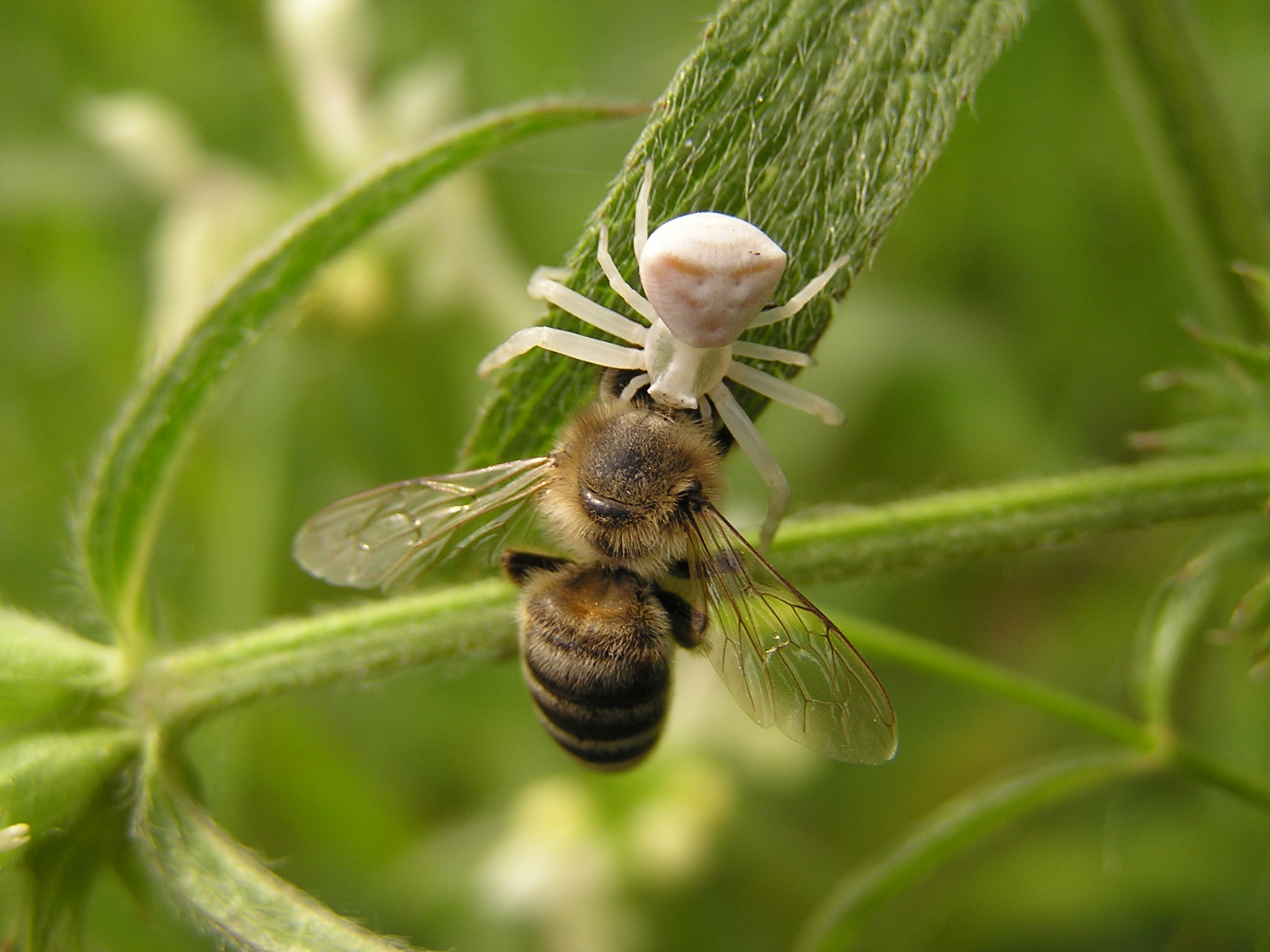
Thomisus onustus caçant Apis mellifera
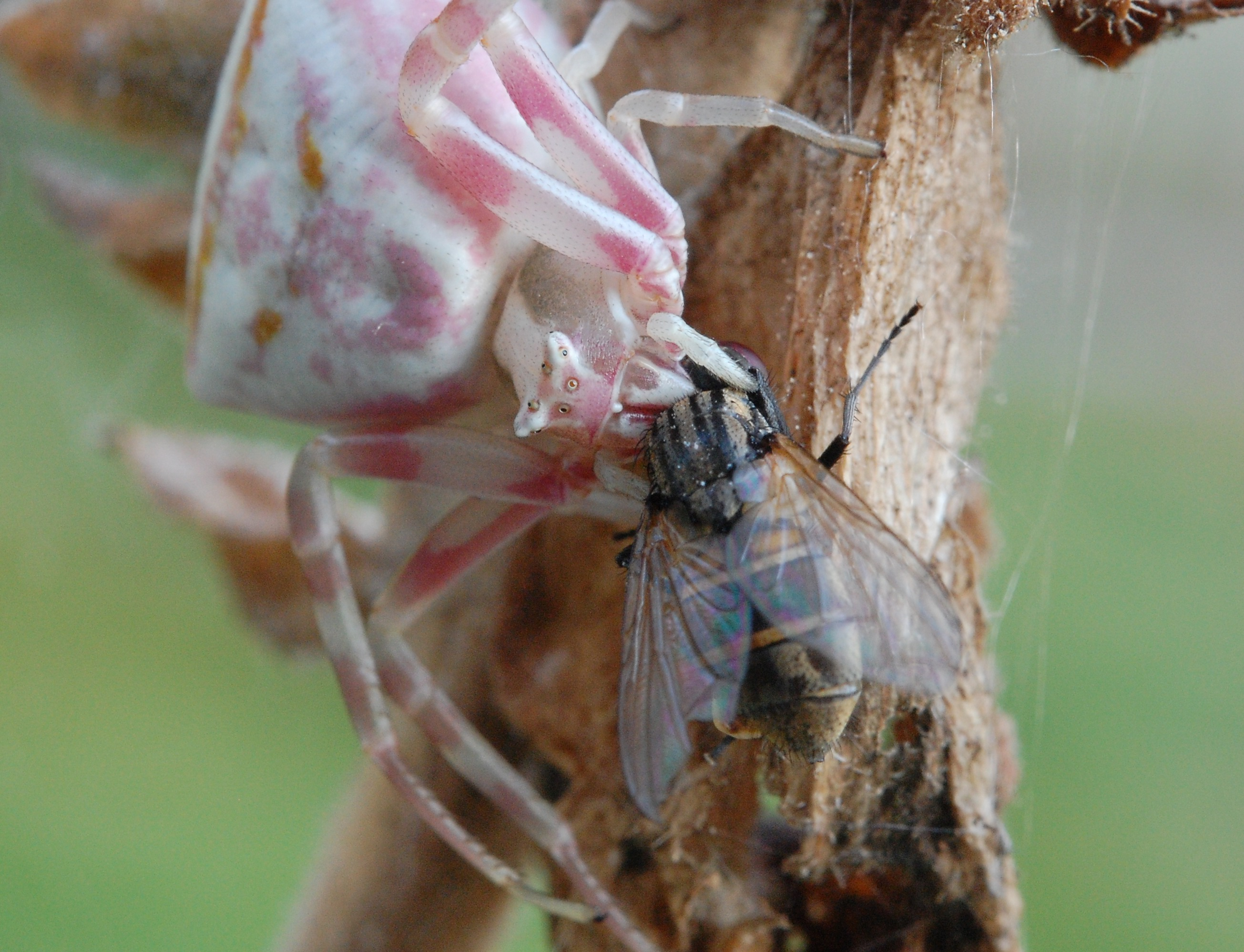
Thomisus onustus menjant una mosca
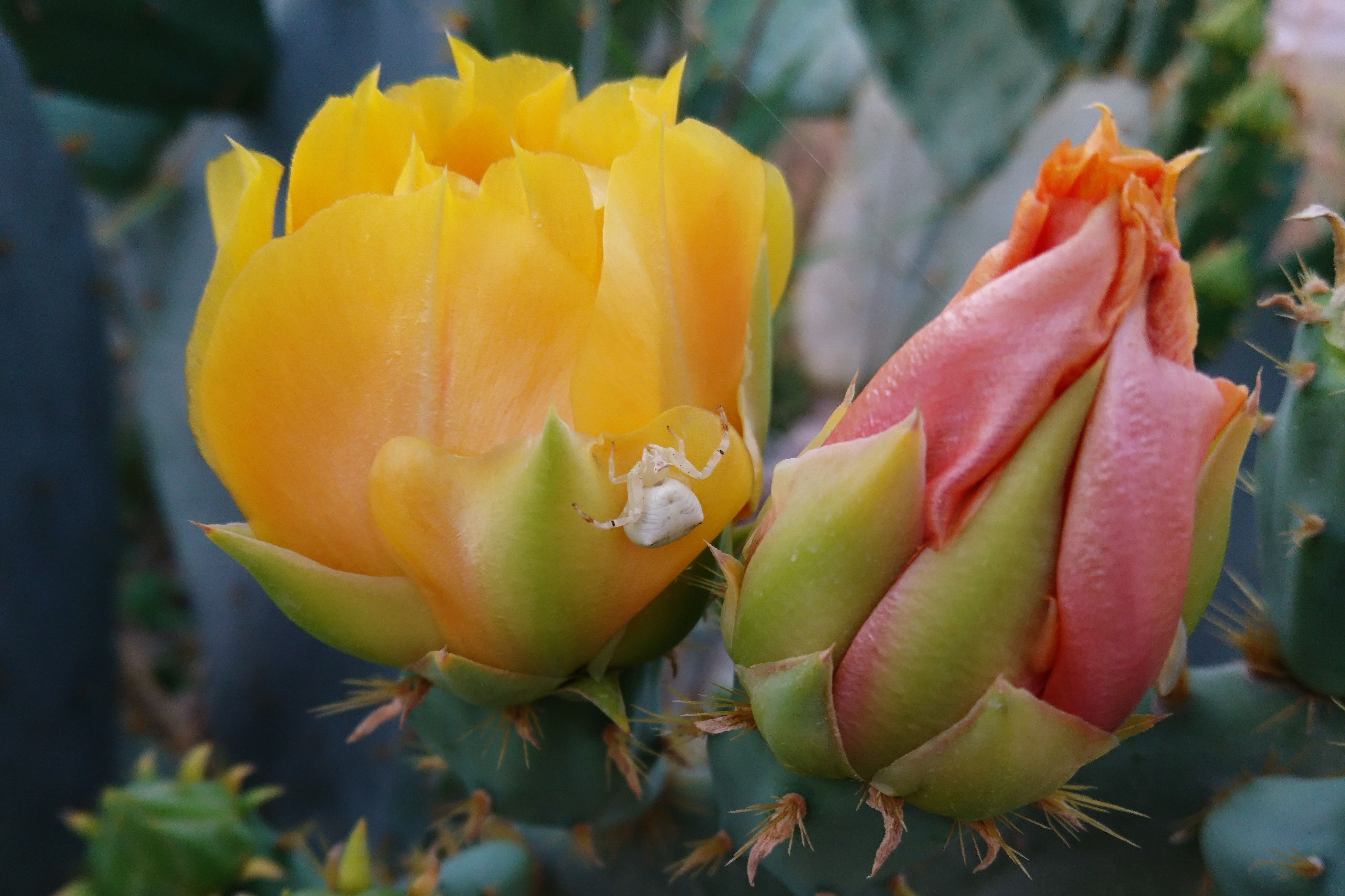
Thomisus Onustus a Behbahan, Iran
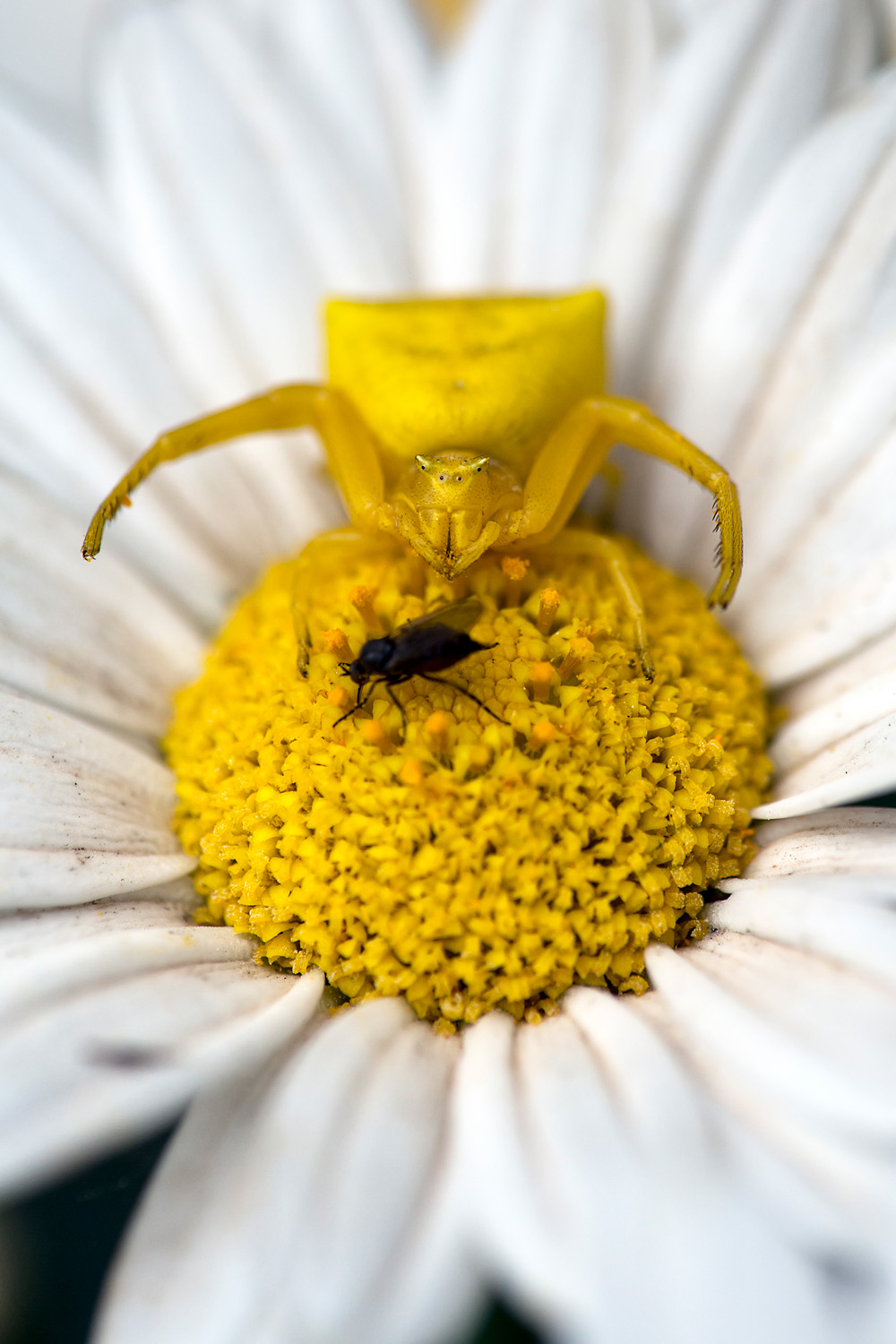
Camuflat per homocromia amb una flor d'anthemis